# Король шаман
Король шаман (яп. シャーマンキング, Ся:ман Кінгу, англ. Shaman King) — манґа Хіроюкі Такеі, що виходила від 1998 до 2004 року у щотижневому журналі Shonen Jump, а також її аніме-адаптація, створена студією Xebec у співпраці з TV Tokyo. Крім того, за мотивами твору випущено безліч відеоігор, колекційна карткова гра та різноманітні додаткові товари.
Спочатку видавництво Shueisha випустило манґу в 32 томах, в яких історія залишалася незавершеною, але в ході Festa 2008 було оголошено про новий кандзебан — видання всієї серії. Нова версія —  Shaman King Kanzen-Ban — вийшла в 27 томах, але включала в себе додаткові глави і завершення сюжету всієї історії. Також для Shaman King Kanzen-Ban було перемальовано багато кадрів раніше випущених глав у кращій графіці без зміни сюжету.

## Сюжет
Кожні 500 років Зірка Долі, Лаго, проноситься небом, сповіщаючи всіх шаманів світу про те, що Великий Турнір Шаманів почався. У той самий час, інша зірка, Раго, несе світу руйнування і хаос. Але раз на 500 років обирається Шаман, гідний об'єднання з Королем Духів — духом всього сущого — щоб врятувати світ. Шаман — людина, здатна бачити духів і битися разом з ними як єдине ціле. Мета Турніру полягає в тому, що шаман, який пройшов усі випробування і бої, стає Королем Шаманів, об'єднується з Королем Духів найбільшим і найсильнішим духом у світі, і стає настільки могутнім, що може керувати всім життям на Землі.
Вже втретє поспіль Хао, древній шаман, телепат і провісник, мріє здобути перемогу на Турнірі. Його мета — знищити людство, бо він вважає, що людство погубить планету. На його думку, тільки королівство шаманів, створене і кероване ним, буде існувати в гармонії та злагоді з природою. Він був переможений вже двічі ціною неймовірних зусиль — 1000 і 500 років тому. Щоразу реінкарнуючись, він стає все більш могутнім, з ним все важче впоратися. Цього разу він відродився в древній шаманській династії Асакура, яка походить від його споконвічної інкарнації, і тільки його брат-близнюк Йо з духом Амідамару мають шанс протистояти йому.